# Erianthus vitalisi
Erianthus vitalisi är en insektsart som beskrevs av Bolívar, C. 1914. Erianthus vitalisi ingår i släktet Erianthus och familjen Chorotypidae. Inga underarter finns listade i Catalogue of Life.